# Kaina Tanimura
Kaina Tanimura (japanisch 谷村 海那 Tanimura Kaina; * 5. März 1998 in der Präfektur Iwate) ist ein japanischer Fußballspieler.

## Karriere
Kaina Tanimura erlernte das Fußballspielen in der Jugendmannschaft von Iwate Grulla Morioka, in den Schulmannschaften der Omiya Jr High School und der Hanamaki Higashi High School sowie in der Universitätsmannschaft der Kokushikan-Universität. Seinen ersten Vertrag unterschrieb er am 1. Februar 2020 beim Iwaki FC. Der Verein aus Iwaki, einer Stadt in der Präfektur Fukushima auf Honshū, spielte in der vierten japanischen Liga, der Japan Football League. Am Ende der Saison 2021 feierte er mit Iwaki die Meisterschaft und den Aufstieg in die dritte Liga. Sein Drittligadebüt gab Kaina Tanimura am 13. März 2022 (1. Spieltag) im Auswärtsspiel gegen den Kagoshima United FC. Hier wurde er in der 55. Minute für Hiroto Iwabuchi eingewechselt. Das Spiel endete 1:1. Am Ende der Saison feierte er mit Iwaki die Meisterschaft und den Aufstieg in die zweite Liga.

## Erfolge
Iwaki FC
- Japanischer Viertligameister: 2021  ▲
- Japanischer Drittligameister: 2022  ▲